# Yoshikazu Fujita
Yoshikazu Fujita (jap. 藤田慶和 Fujita Yoshikazu; ur. 8 września 1993 w Fukuoce) – japoński rugbysta, reprezentant kraju. Występuje na pozycji skrzydłowego lub obrońcy.

## Młodość
Absolwent Rakunan Junior High School przez kolejne trzy lata edukacji w Higashi Fukuoka High School był członkiem szkolnej drużyny rugby, która trzykrotnie wówczas zdobyła mistrzostwo kraju szkół średnich – na początku stycznia 2010, 2011 i 2012 roku.
Na zaproszenie siostrzanej szkoły St Bede's College z nowozelandzkiego Christchurch zawodnicy z Fukuoki w 2010 roku odbyli serię meczów z tamtejszymi drużynami. Fujita powrócił w kolejnym roku do St Bede w ramach prowadzonego przez tę szkołę dla zagranicznych uczniów dwudziestodwutygodniowego programu ESOL Rugby. Występował w pierwszej drużynie tej szkoły przyczyniając się do jej triumfu w Press Cup – zawodach szkół z regionu podlegającego franszyzie Crusaders – w ośmiu meczach, w których uczestniczył, zdobył szesnaście przyłożeń. Sukces ten został przypieczętowany wygraną w meczu play-off o mistrzostwo Wyspy Południowej z Otago Boys' High School premiowaną udziałem w Top 4 mistrzostw kraju szkół średnich. W turnieju tym natomiast przegrana w spotkaniu półfinałowym pozwoliła drużynie na zajęcie po zakończonym remisem meczu ex aequo trzeciego miejsca. Za postawę w całym sezonie otrzymał nagrodę dla najlepszego gracza formacji ataku pierwszej drużyny St Bede.
Z końcem marca 2012 roku oficjalnie ukończył edukację w Higashi Fukuoka High School i został studentem Uniwersytetu Waseda.

## Kariera klubowa
Podczas studiów na Uniwersytecie Waseda związany był z jego zespołem rugby. Z powodu kontuzji nie grał w sezonie 2012/13, zaś w kolejnym dotarł do finału uniwersyteckich mistrzostw kraju.

## Kariera reprezentacyjna
W marcu 2011 roku udał się na czteromeczowe tournée narodowej reprezentacji szkół średnich do Szkocji i Walii, podczas którego zdobywał punkty zarówno z przyłożeń, jak i z kopów. Dostrzeżony został również przez trenerów zespołów seniorskich – powołany do kadry rugby siedmioosobowego zagrał w Borneo Sevens 2011 oraz we wszystkich pięciu z dziewięciu turniejów IRB Sevens World Series sezonu 2011/2012, w których brała udział reprezentacja Japonii. Zadebiutował podczas zawodów w Australii w listopadzie 2011 roku zdobywając trzy przyłożenia, natomiast w Hongkongu z sześcioma przyłożeniami znalazł się na drugim miejscu najskuteczniejszych pod tym względem graczy wraz z pięcioma innymi zawodnikami.
Nowy selekcjoner reprezentacji seniorów, Eddie Jones, w związku z odmładzaniem kadry w perspektywie Pucharów Świata w 2015 i 2019 powołał Fujitę na Asian Five Nations 2012. W pierwszym meczu tego turnieju, przeciwko Kazachstanowi, nie został wystawiony do meczowego składu, otrzymał jednak szansę występu w kolejnym spotkaniu. W chwili debiutu 5 maja 2012 roku został najmłodszym w historii reprezentantem Japonii w tej dyscyplinie sportu, a zdobyte w meczu z ZEA sześć przyłożeń ustanowiło nowy rekord turnieju. Poważna kontuzja więzadeł lewego kolana, którą odniósł w maju tego roku wyeliminowała go z gry na blisko dziesięć miesięcy, toteż ominął go cały sezon ligowy.
Pod koniec lutego został powołany do zespołu Junior Japan na rozgrywki Pacific Rugby Cup 2013, a po ich zakończeniu znalazł się w składzie seniorskiej kadry na Asian Five Nations 2013. Opuścił pierwsze spotkanie tych rozgrywek ustępując miejsca debiutantowi Kenki Fukuoce, zaś w meczowym składzie pojawił się tydzień później, wkrótce po wejściu na boisku zdobywając przyłożenie, punktując także w pozostałych dwóch spotkaniach. Pozostał następnie w japońskiej drużynie na mecze z Walią i Puchar Narodów Pacyfiku 2013, zaś pod koniec roku znalazł się w składzie na mecz przeciwko All Blacks i tournée po Europie. Prócz testmeczów wystąpił także w towarzyskim spotkaniu z Gloucester.
Podczas zwycięskiej kampanii Asian Five Nations 2014 zagrał we wszystkich czterech spotkaniach triumfując w klasyfikacji przyłożeń z siedmioma, a Japończycy zyskali awans do Pucharu Świata 2015. Znakomitą dyspozycję utrzymał w meczu z Samoa i rozpoczynającym Puchar Narodów Pacyfiku 2014 pojedynku z Kanadą, w którym doznał jednak kontuzji ramienia.